# Antonio Coello
Antonio Coello (26 octobre 1611 à Madrid - 20 octobre 1652 à Madrid) était un dramaturge et un poète espagnol.

## Biographie
Il entra au service du duc d'Albuquerque et après avoir quelques années servi à l'armée, il reçut l'Ordre de Santiago en 1648. Il fut un favori du roi Philippe IV, qui aurait collaboré avec lui. Cette rumeur n'est pas confirmée, mais il y a, par contre, de nombreuses preuves de collaboration de Coello avec Calderón, Rojas Zorrilla, Solis et avec Velez de Guevara, les dramaturges les plus distingués de l'époque.
Une de ses pièces les plus connues, Los Empeños de Seis Horas, a longtemps été attribuée à tort à Calderón. Elle fut adaptée en anglais par Samuel Tuke, sous le titre de The Adventures of five Hours. Pepys en fait un éloge dithyrambique dans son Journal,, la jugeant même supérieure à Othello.
Coello mourut le 20 octobre 1652, peu de temps après sa nomination à un poste dans la maison de Philippe IV.

## Œuvres
- El conde de Sex, o Dar la vida por su dama (« Le Comte d'Essex, ou Donner sa vie pour sa dame ») (1638)
- El celoso extremeno (« L'extrême jalousie »)
- Los dos Fernandos de Austria (« Les deux Ferdinand d'Autriche ») (1646)
- No Sooner Said than Done (« Pas plutôt dit que fait ») (1650)
- La adúltera castigada (« La femme adultère punie »)
- Peor es hurgarlo (« Plus on remue l'ordure, plus elle sent »)
- Los Empeños de Seis Horas (« Les Embarras de six heures »)